# Marttisenjärvi (sjö i Norra Savolax)
Marttisenjärvi är en sjö i Finland. Den ligger i kommunen Vieremä i landskapet Norra Savolax, i den centrala delen av landet, 400 km norr om huvudstaden Helsingfors. Marttisenjärvi ligger 147 meter över havet. Den är 10,22 meter djup. Arean är 5,26 kvadratkilometer och strandlinjen är 17,9 kilometer lång. Sjön  ingår i Vuoksens huvudavrinningsområde.   I omgivningarna runt Marttisenjärvi växer i huvudsak blandskog. Den sträcker sig 3,9 kilometer i nord-sydlig riktning, och 3,4 kilometer i öst-västlig riktning.
I övrigt finns följande i Marttisenjärvi:
- Marttisensaari (en ö)
- Särkiluoto (en ö)